# Орловка (Серышевский район)
Орловка — упразднённое село в Серышевском районе Амурской области, Россия. Входило в состав Верненского сельсовета. Исключено из учётных данных в 1962 г.
C 1972 по 2001 год на месте упразднённого села функционировал военный аэродром Орловка (Серышево-4), сейчас заброшен.

## География
Располагалось в 6 км к северу от села Верное.

## История
Основано в 1904 году, в период массового заселения края переселенцами из Малороссии. До революции входило в состав Краснояровской волости, после — в составе Верненского сельсовета. В 1930 году в селе организован конезавод имени ОКДВА № 128 — филиал Шмаковского Примгосконзавода. В 1932 году центральная усадьба перенесена в новый специально выстроенный населённый пункт (ныне — село Сосновка). Исключено из учётных данных в 1962 году.
В 1972 году на месте бывшего села начал строиться военный аэродром Орловка, а в километре от села Верное был построен военный городок Орловка (Серышево-4).

## Авиационный гарнизон Орловка
Военный городок Орловка был построен для военнослужащих и членов семей, и представлял собой микрорайон из 8 панельных пятиэтажных жилых зданий, 2 магазинов Военторга, дома офицеров, спортивного клуба, детского сада, лётно-технической столовой и двух гостиниц. Аэродром был построен в 5,5 км севернее городка. Своей школы в гарнизоне не было, детей возили в Сосновку.
Осенью 1973 года на аэродром Орловка из Кремово (Озёрная Падь) перебазировался 118-й Таллинский, Ордена Кутузова III степени истребительный авиационный полк на самолётах МиГ-21СМ. В течение последующих двух лет полк перевооружили на МиГ-23.
В 1989 году 118 иап переучивается и перевооружается на самолеты МиГ-29 перебазированные из Шяуляя. Миг-23 отправлены на базу хранения.
В 1988 году в гарнизон передислоцирована 239-я отдельная вертолётная эскадрилья, а летом следующего года она была расформирована.
Также в гарнизоне Орловка дислоцировался 1549 ОБАУ в/ч 61799, зенитно-ракетный дивизион в/ч 75310М и в/ч 47033.
В 1996 году 404 иап перевооружается на Су-27, перегнав машины из Смоленска.
В августе 1998 года жёны военнослужащих гарнизона Орловка заблокировали взлётно-посадочную полосу, не выпуская транспортный самолет, требуя погасить 5-месячную задолженность по зарплате их мужьям.
Принимается очередное решение о сокращении, гарнизон подлежит закрытию. 404 иап и 60 иап образовали 23 иап с базированием на аэродроме Дземги (Комсомольск-на-Амуре), часть машин перелетела на Угловую, а нелетающие самолёты в разобранном виде перевозили на Ан-22 в Воздвиженку.
В настоящее время аэродром, все жилые и служебные здания заброшены и не функционируют, постоянных жителей нет.

## Аэродром Орловка
- Наименование — Орловка (Orlovka)
- Индекс ЬХБО / XHBO
- КТА N51.26432° E128.72012°
- ВПП 17/35 2500×44 м, бетон
- Позывной аэродрома (старт 124.0 МГц) — «Каменный»
- Состояние — заброшен

Примечание. Запасной аэродром 404-го ИАП — Магдагачи.